# Piauí
Piauí es uno de los veintiséis estados que, junto con el distrito federal, forman la República Federativa de Brasil. Su capital es Teresina. Está ubicado en la región Nordeste. Limita al norte con el océano Atlántico, al este con Ceará y Pernambuco, al sur con Bahía, al suroeste con Tocantins y al oeste con Maranhão. El estado, que tiene el 1,6% de la población brasileña, es responsable de solo el 0,7% del PIB brasileño.
Entre las ciudades más pobladas se encuentran: Teresina (802 503 habs.), Parnaíba (146 000 habs.), Picos (73 000 habs.) y Floriano. Los ríos principales del estado son el Parnaíba, Poti, Canindé, Piauí y São Nicolau.
El topónimo "Piauí" vino de la lengua tupí, en la cual significa "Río de peces pequeños".

## Historia

### Prehistoria
En Piauí hay evidencia del Homo sapiens que datan de 50.000 años. Estos están presentes en el parque nacional de la Sierra de Capivara.
Allí se encontraron restos de alfarería, un bloque de tintas de 10 000 años, fósiles humanos y animales, petroglifos y otros objetos antiguos.

### Economía de Piauí antes de la independencia
Antes de la independencia de Piauí, la ganadería era la base de la economía le seguían en importancia el cultivo de algodón, la caña de azúcar, tabaco y otros.

### Independencia de Portugal
Con la independencia de Brasil , el 7 de septiembre de 1822 , algunas provincias siguieron siendo una colonia portuguesa entre ellos Piauí.
La corona de Portugal envió al brigadier Juan Jose Fidi Da Cunha que comandaba una tropa militar para mantener la colonia de Piauí. El 19 de octubre de 1822, la junta declaró la independencia provincial de parnaiba. Para hacer frente a los insurgentes Fidi y sus tropas enviaron militares a Parnaiba, las que permanecieron casi 2 meses, y luego regresó a Piauí.
De regreso a la ciudad pasando por Piracura, notó que la ciudad estaba desierta. Esto sirvió como una señal de lo que ocurrió más tarde: en Campo Maior hubo un enfrentamiento entre los portugueses y los rebeldes de Piauí, esta batalla fue conocida como la batalla de Jenipapo, en la que estos últimos fueron los vencedores.

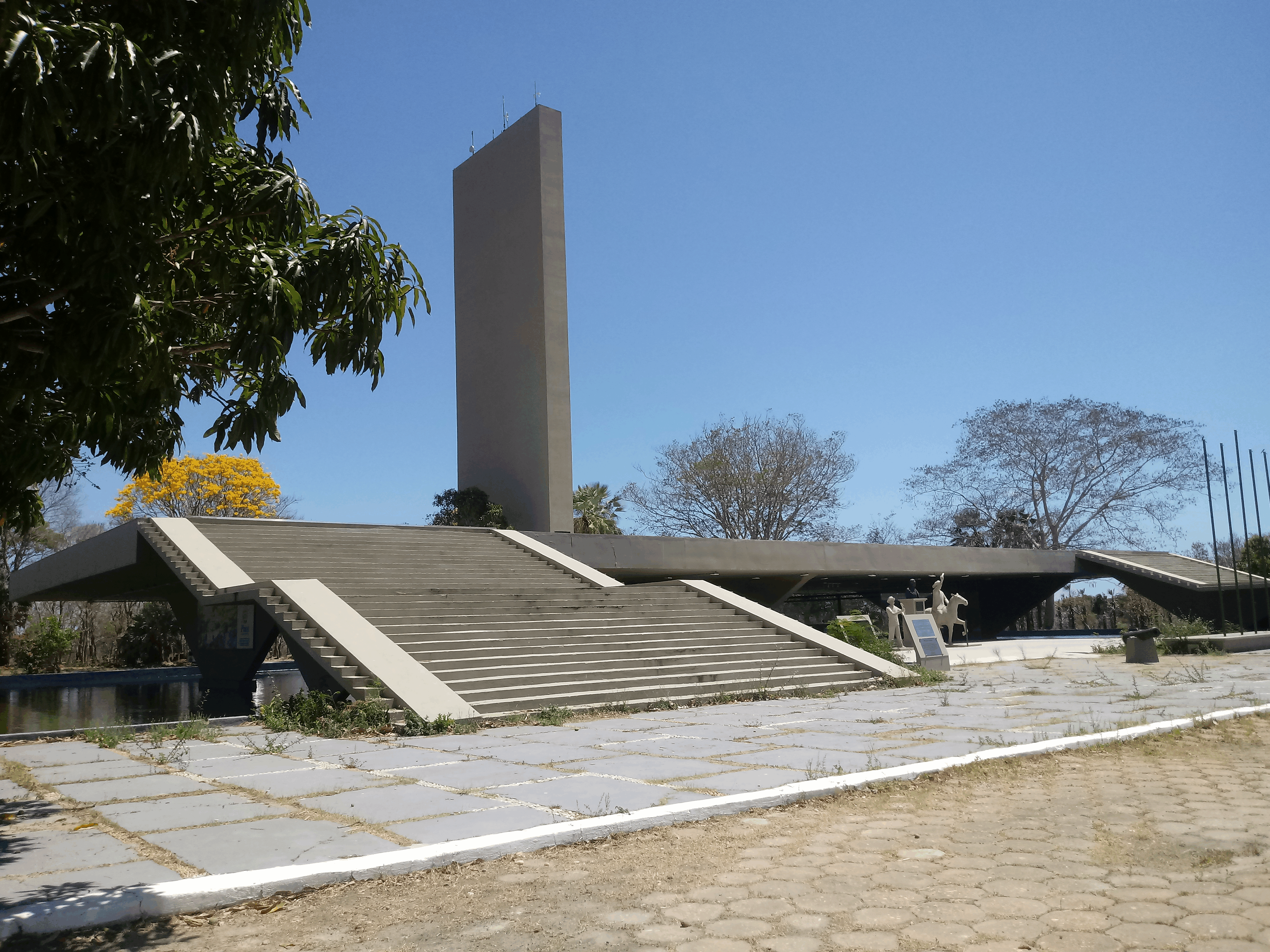
Monumento de Jenipapo, símbolo de la valentía del pueblo piauiense

### La colonización
A principios del siglo XVII, los agricultores de San Francisco quisieron ampliar sus haciendas ganaderas, adonde los vaqueros, procedentes principalmente de Bahía, llegaron buscando pastos y comenzaron a ocupar la tierra junto al río Gurguéia. En 1718, el territorio, hasta entonces bajo la jurisdicción del Estado de Bahía, pasó a la de Maranhão. El capitán Domingo Alfonso Mafrense o capitán Sundays Sertão como era conocido, fue uno de los primeros agricultores.
La contribución de los sacerdotes jesuitas fue decisiva, principalmente en el desarrollo de la ganadería en los mediados del siglo XVIII alcanzado su punto álgido. La región noreste, Maranhão y provincias del Sur fueron suministradas por rebaños procedentes de Piauí hasta la expulsión de los jesuitas (período pombalino), cuando las granjas fueron incorporadas a la corona y entró en declive. En cuanto a la colonización, se llevó a cabo desde el interior hasta la costa.
En 1811, se convirtió en una capitanía independiente. Después de la independencia de Brasil en 1822, algunas provincias se han mantenido en el poder de Portugal, (entre ellos Piauí) por el miedo de perder esta provincia los portugueses ordenaron movilizar a la ciudad de Oeiras Parnaíba tropas portuguesas, pero fue derrotado en 1823 , durante la Batalla de Jenipapo en Campo Maior. La tropa Fidi, capitán de las tropas portuguesas, se debilitaron y fue arrestado finalmente en Caxias, Maranhão. Algunos años más tarde, los movimientos insurgentes, como la Confederación del Ecuador y Balaiada también llegó a Piauí.
En 1852, la capital fue transferida de Oeiras de Teresina, comenzando una etapa de crecimiento económico. El Estado presentó la tranquilidad en el campo político, pero hubo significativas dificultades principales en el desarrollo económico y social.
La ciudad de Floriano recibió desde 1889 una afluencia de inmigrantes procedentes de Siria que duró más de 100 años, así que es numeroso este grupo étnico en esa ciudad.
En 1880, a cambio de la municipalidad de Crateús, la entonces provincia de Ceará le cede al Piauí salida al mar.

## Geografía

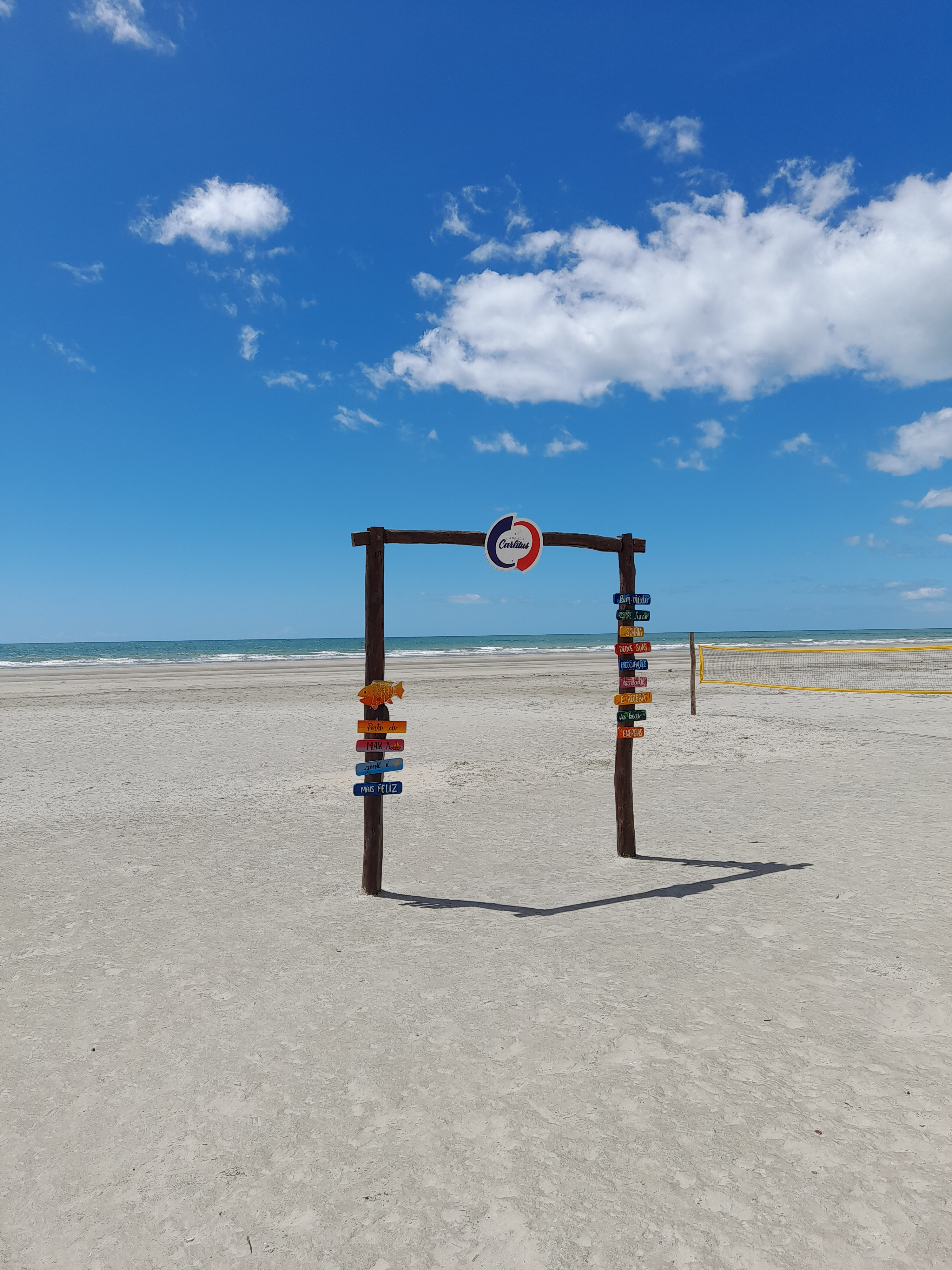
Luís Correia, Piauí.

### Hidrografía
Mientras que los estados de Nordeste Oriental tienen un solo río perenne, el del Río São Francisco , con aproximadamente 1800 kilómetros dentro de su territorio, Piauí tiene el río Parnaíba y algunos de sus afluentes, entre ellos el Uruçuí Negro y Gurgea que, añadiendo a sus cursos permanentes, superior a 2600 kilómetros de longitud. El estado también tiene lagunas expresión notable, como el Parnaguá Buriti y Marañon , que han sido utilizados en proyectos de irrigación y suministro de agua en la región.
Los ríos perennes de Piauí, sin embargo, se ven amenazados Los ríos sufren intenso proceso de sedimentación, cada vez mayor, debido a la grave deforestación que se produce en el estado, especialmente en las cabeceras y los márgenes de los ríos.

### Relieve
El relieve de Piauí comprende llanuras costeras y aluvionales en las márgenes del río Parnaíba y de sus afluentes, al centro y al norte del Estado. Su territorio ocupa una superficie de 252.378 km², que para efectos comparativos corresponde a la mitad de la de España.
A lo largo de las fronteras con Ceará, Pernambuco y Bahía, en las chapadas de Ibiapaba y del Araripe, a este, y de Tabatinga y Mangabeira al sur, se encuentran las más grandes altitudes del estado, situadas en torno a los 900 metros de altitud. Entre esas zonas elevadas y el curso de los ríos que atraviesan el Estado (los principales: Parnaíba, Gurguéia, Fidalgo y Urubu Preto), se encuentran formaciones tabulares, ladeadas por escarpes acentuados, resultantes de la acción erosiva de las aguas.

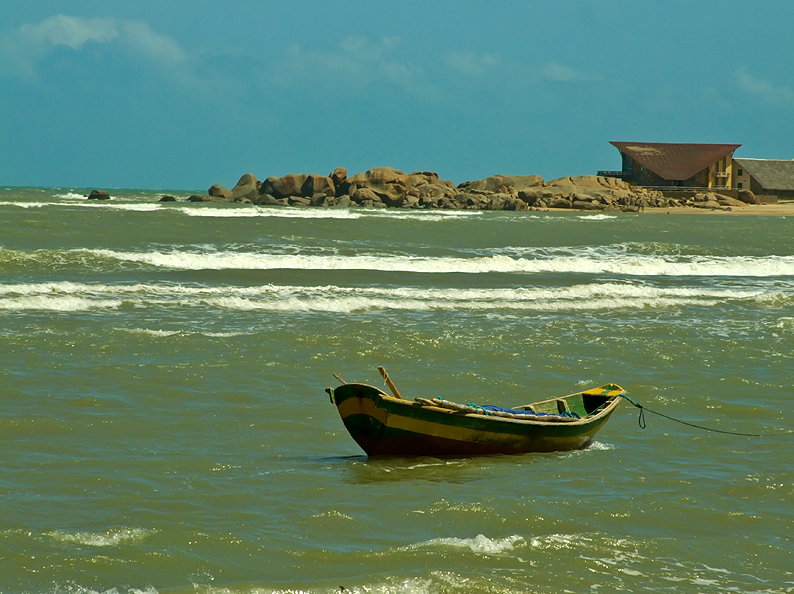
pedra praia do sal.

### Clima
Dos tipos climáticos se producen en el estado. El que se clasifica por koppen como caliente y húmedo tropical (aw), domina gran parte del territorio que va desde los 25 a 27 °C. Las lluvias en esta zona son también variables. Hacia el sur las precipitaciones anuales son de aproximadamente 700 mm, en el norte aumenta alcanzando valores de aproximadamente 1200 mm anuales.
El segundo tipo de clima existente en la parte sureste del estado, se clasifica como semiárido caliente (bsh). La temporada de lluvias es durante el verano, es de distribución irregular llegando a niveles de 600 mm anuales. Por la escasez de precipitaciones la estación seca es prolongada (más de 8 meses o menos). Las temperaturas en los inviernos es de 24 40 °C.

### Vegetación
Predominan cuatro tipos de vegetación: Caatinga, Cerrado, Mata de cocais y Bosque o Floresta.
- Caatinga: tiene su presencia en ambientes tropicales semiáridos. Las plantas de la caatinga presenta adaptaciones a este entorno, tienen hojas gruesas y pequeñas, muchas de ellas en forma de espinas, que pierden agua a través de la transpiración. Grabado en todo el Estado, principalmente en el sur y sudeste del Estado; se compone de cactus, arbustos y pequeños árboles. Y ocupa todo el estado, principalmente en el sur y sureste. Se compone de cactus, arbustos y pequeños árboles.
- Cerrado: Se extiende su banda ancha en partes del suroeste y norte del estado, tiene la característica de árboles y algunos trenzados matorrales que cubren el suelo.
- Floresta (Bosque): encuentran a lo largo del Valle de Parnaíba, está compuesta por árboles de palma, sobre todo especies como carnauba y buriti babasú.  Estas especies también se pueden encontrar en el cerrado y el bosque de palmeras.
- Mata de Cocais: vegetación predominante entre la Amazonía y la caatinga en los estados de Maranhao, Piauí y norte de Tocantins. En Piauí predominan palmas de babasú y de carnauba, además de buriti .

## Población
A través de los datos, debe señalarse que la población es predominantemente mestiza, fruto del mestizaje entre los blancos e indios (caboclos). Oficialmente, el Estado no tiene población indígena, aunque hay comunidades no reconocidas que dicen que son descendientes de los indios Tremembés, en la costa de Piauí.
La población de negro en el estado tiene bajo índice de participación, teniendo en cuenta el tipo de colonización (el interior a la costa) y de actividades económicas (producción extensiva de ganado), los factores que no favorecieron el uso de mano de obra esclava. Últimamente se ha venido observando un aumento de la participación de este grupo étnico, a causa de los movimientos migratorios.

## Economía
Piauí es uno de los estados más pobres del Brasil, y participa solamente con 0,5% del producto interno bruto del país. Los servicios representan más de 60% del PIB, la agricultura y ganadería representan 9,1% y la industria 26,3% (datos de 2002). El principal centro de comercio del estado es la capital, Teresina.
La economía del Estado se basa en el sector servicios (comercio), industria (química, textil, bebidas), agricultura (soja, algodón, arroz, caña, yuca) y ganado extensivo.
En el sector de la minería, está en funcionamiento en el municipio de capitán Gervásio Oliveira, donde se encuentra la segunda mayor reserva de níquel, y también se busca verificar la viabilidad de la exploración de petróleo y gas natural a lo largo del río Parnaíba, probablemente en Floriano.
En cuanto a la industrialización, resalta la empresa bunge una multinacional, instalada en Urussuí para la explotación de la soja y la compañía de cemento Nassau de fronteiras, donde obtiene materias primas para su producción.
La agricultura es fuerte en la ciudad de Altos (manga) y União (caña). Se prevé la construcción de un puerto en Teresina y, también, la construcción de ocho nuevas plantas hidroeléctricas en Piauí, habilitar la navegación del río Parnaíba y generar más electricidad.

### Minerales
Diversos estudios geológicos demuestran el gran potencial de explotación minera. Entre los de mayor interés económico están el mármol, amianto, gemas, pizarra, níquel, talco y vermiculita.
Cabe señalar que Piauí tiene grandes reservas de aguas subterráneas y el segundo mayor depósito de níquel de Brasil, situado en el municipio de São João do Piauí. En 2009 se anunció el descubrimiento de un gran yacimiento de hierro en el municipio de Paulistana, siendo este el segundo mayor depósito de hierro en el mundo. Esta plancha que el brasileño tiene mucho interés a compañía siderúrgica.

### Ganado
El ganado fue la primera actividad económica desarrollada en el Estado, formando parte de su tradición histórica. El folclore y las costumbres regionales derivan de la actividad pastoral en gran medida. Entre los rebaños, cabras, vacas, cerdos, ovejas y asininos. La Caprinocultura, por su capacidad para adaptarse al clima inhóspito, ha sido alentada por el Gobierno, proporcionando medios de subsistencia a porciones significativas de la población necesitada, principalmente en la región de Campo Maior. En el sur del Estado, algunas granjas están invirtiendo lo suficiente en la calidad genética de rebaño. Nosotros podemos citar la actual ciudad en el sur del Estado que tienen las granjas con una bandada de alta calidad genética.

### Agricultura
La agricultura en Piauí se ha desarrollado junto con el ganado, como actividad casi exclusivamente de subsistencia. Posteriormente adquirió mayor carácter comercial, aunque lenta e insuficiente para abastecer el creciente mercado interno.Entre los cultivos permanentes incluyen manga, Orange, castaño y el algodón.
Se ha intensificado el estado en dirigir la inversión en su agricultura. En las ciudades del Sur como Urucui, Bom Jesus y Ribeiro Gonçalves, se producen semillas de soja, sorgo, maíz y algodón para exportación. El Estado es el tercer productor de granos do nordeste, debido a sus suelos.

### Turismo
Fundada en 1852, Teresina fue la primera ciudad planeada en Brasil, se encuentra entre dos grandes ríos. Teresina es una capital que une varios estados como la región nordeste de la Amazonía. La ciudad está muy bien diseñada y tiene muchas arboladas, conocida como la "ciudad verde" y no es sorpresa porque Teresina tiene varios parques ambientales. El centro turístico de Teresina tiene bien preservadas casas antiguas en las calles y barrios como de igual manera modernos rascacielos que dan un aire de Metrópolis a Teresina. En Teresina uno puede encontrar muchas atracciones tales como las reuniones de los ríos, las artesanías de cerámica de Parque de Zoobotânico, polo de Old Poty, Laurent, bosque, fósiles, Balneario curva de São Paulo y una cocina amplia típica que va desde María Isabel, pasando por el capote hasta el cangrejo y el famoso Cajuína. Teresina es también la puerta de entrada principal para explorar la belleza natural de Piauí.

### Ecoturismo

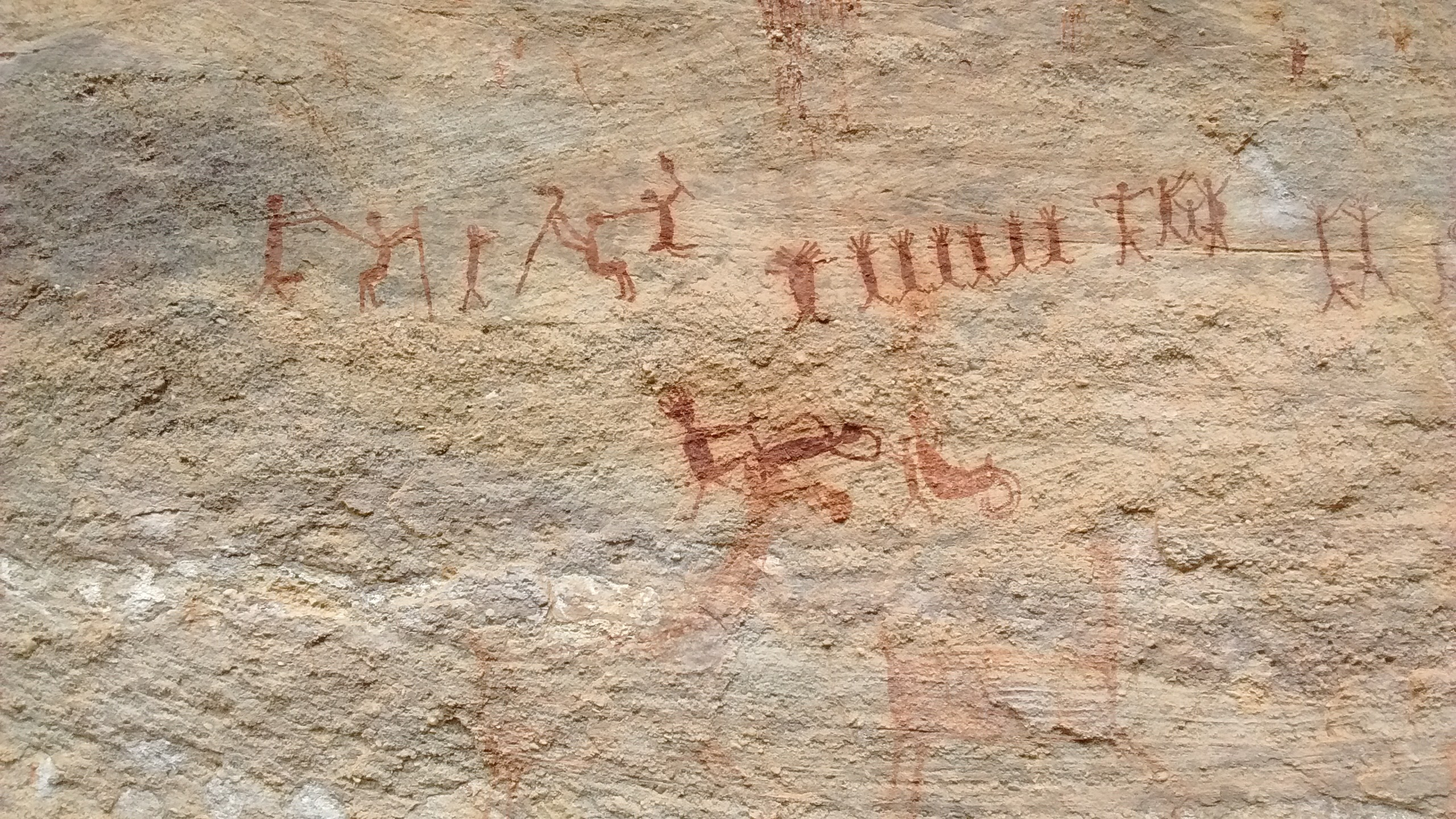
Pintura rupestre en el parque nacional de la Sierra de la Capibara.

En el norte central está el Parque Ecológico de la Catarata Urubú, donde en los primeros semestres de cada año, muchas de las cascadas proporcionan un paisaje de gran belleza, conocida como la "piauiense de Iguazú".
Los parques nacionales: en el sur de Piauí hay parques nacionales donde hay sitios arqueológicos: el parque nacional de la Sierra de la Capibara, donde un hermoso paisaje de fauna silvestre y flora, hay numerosas huellas del hombre prehistórico, y donde está el Museo del hombre americano. El Parque atrae a turistas de todo el mundo, que están fascinados con la belleza, magia y misterios de la región. También están el parque nacional Siete Ciudades y el parque nacional de la Sierra de las Confusiones.

## Municipios más poblados
Los municipios listados están con la población actualizada con la estimación de 2016
| Municipio      | Población |
| -------------- | --------- |
| 1.Teresina     | 847.430   |
| 2.Parnaíba     | 182.501   |
| 3.Picos        | 76.749    |
| 4.Piripiri     | 62.695    |
| 5.Floriano     | 58.892    |
| 6.Barras       | 46.189    |
| 7.Campo Maior  | 46.031    |
| 8.União        | 43.689    |
| 9.Altos        | 39.795    |
| 10.Esperantina | 38.983    |